# 1385
- Wikisource

| Calendário gregoriano                                                        | 1385 MCCCLXXXV                                         |
| Ab urbe condita                                                              | 2138                                                   |
| Calendário arménio                                                           | 834 – 835                                              |
| Calendário bahá'í                                                            | -459 – -458                                            |
| Calendário budista                                                           | 1929                                                   |
| Calendário chinês                                                            | 4081 – 4082 Início a 11 de fevereiro (aproximadamente) |
| Calendário copta                                                             | 1101 – 1102                                            |
| Calendário etíope                                                            | 1377 – 1378                                            |
| Calendários hindus - Vikram Samvat - Calendário nacional indiano - Cáli Iuga | 1440 – 1441 1306 – 1307 4485 – 4486                    |
| Calendário Holoceno                                                          | 11385                                                  |
| Calendário islâmico                                                          | 787 – 788                                              |
| Calendário judaico                                                           | 5145 – 5146                                            |
| Calendário persa                                                             | 763 – 764                                              |
| Calendário rúnico                                                            | 1635                                                   |
| Calendário solar tailandês                                                   | 1928                                                   |

1385 (MCCCLXXXV na numeração romana) foi um ano comum do século XIV do Calendário Juliano, da Era de Cristo, a sua letra dominical foi A (52 semanas), teve início a um domingo e terminou também a um domingo.
| Ano completo                    |
| ------------------------------- |
| Ano comum com início ao domingo |

## Eventos
- 6 de Abril - João I de Portugal é aclamado rei nas Cortes de Coimbra, tornando-se no primeiro rei de Portugal da Dinastia de Aviz.
- 14 de Agosto - Batalha de Aljubarrota entre tropas portuguesas comandadas por João I de Portugal e castelhanas lideradas por João I de Castela. A vitória portuguesa garante a independência de Portugal e consolida o rei português no trono.
- 15 de Outubro - Batalha de Valverde. Esta batalha decreta o fim definitivo de Castela de anexar Portugal e consolida ainda mais João I de Portugal no trono e a independência do reino fica totalmente assegurada. Fim da Crise dinástica de 1383–1385.
- A Carta de Soleri assinala a ilha do Brasil (Terceira), Ventura (Faial), Columbis (Pico), Corvis Marinis (Flores), ilha de São Jorge e mantém a indicação da "Capraria" (Santa Maria e São Miguel).

## Mortes
- Joana de Kent, mãe de Ricardo II de Inglaterra.
- 14 de Agosto – Pedro Álvares Pereira, comandante das forças castelhanas em Aljubarrota.